# Cezary Łapiński
Cezary Łapiński (ur. 15 czerwca 1953 w Szczecinku) – polski lekkoatleta, który specjalizował się w biegach sprinterskich.
Odpadł w eliminacjach podczas halowych mistrzostw Europy w 1977 roku. Pierwszy duży międzynarodowy sukces odniósł zdobywając w biegu rozstawnym 4 x 400 metrów srebrny medal uniwersjady w Sofii (1977). W 1978 wraz z kolegami z reprezentacji został wicemistrzem Europy w sztafecie 4 x 400 metrów. Podczas pucharu narodów w Tokio (1978) był ósmy w biegu na 800 metrów, a polska sztafeta z Łapińskim w składzie nie ukończyła rywalizacji. Dziewięciokrotny reprezentant kraju w meczach międzypaństwowych wystąpił także w pucharze Europy. 
Trzykrotnie stawał na podium mistrzostw Polski seniorów zdobywając jeden brązowy medal w biegu na 400 metrów (Warszawa 1978 oraz dwa srebrne w biegu rozstawnym 4 x 400 metrów (Warszawa 1974 i Warszawa 1978).
Rekordy życiowe w biegu na 400 metrów: stadion – 46,42 (13 lipca 1977, Warszawa); hala – 48,03 (26 lutego, 1977, Zabrze).

## Osiągnięcia
| Rok  | Impreza                   | Miejsce       | Konkurencja        | Lokata     | Wynik   |
| ---- | ------------------------- | ------------- | ------------------ | ---------- | ------- |
| 1977 | Halowe mistrzostwa Europy | San Sebastián | bieg na 400 m      | eliminacje | 49,02   |
| 1977 | Półfinał pucharu Europy   | Warszawa      | sztafeta 4 x 400 m | 1. miejsce | 3:03,3  |
| 1977 | Finał pucharu Europy      | Helsinki      | sztafeta 4 x 400 m | 3. miejsce | 3:03,83 |
| 1977 | Uniwersjada               | Sofia         | sztafeta 4 x 400 m | 2. miejsce | 3:01,52 |
| 1978 | Mistrzostwa Europy        | Praga         | sztafeta 4 x 400 m | 2. miejsce | 3:03,62 |
| 1978 | Puchar narodów            | Tokio         | bieg na 800 m      | 8. miejsce | 1:51,5  |